# NGC 642
NGC 642 је спирална галаксија у сазвежђу Вајар која се налази на NGC листи објеката дубоког неба.
Деклинација објекта је - 29° 54' 55" а ректасцензија 1h 39m 6,2s. Привидна величина (магнитуда) објекта NGC 642 износи 12,3 а фотографска магнитуда 13,0. Налази се на удаљености од 81,177 милиона парсека од Сунца. NGC 642 је још познат и под ознакама ESO 413-14, MCG -5-5-3, VV 419, AM 0136-301, PGC 6112.